# Jan Arvan
Jan Arvan (* 10. April 1913 in Wisconsin, USA; † 24. Mai 1979 in Los Angeles, Kalifornien) war ein US-amerikanischer Schauspieler.
Arvan trat hauptsächlich in Fernsehserien auf. Von den 1950er bis zu den 1970er Jahren wirkte Arvan fast ausschließlich in Fernsehserien mit, von wenigen Filmaufgaben abgesehen. Seinen ersten Filmauftritt hatte er 1949 im Film Schwert in der Wüste. Danach folgte der Film Der Wüstenfalke, ehe seine Karriere mit der Fernsehserie Dangerous Assignment begann. Bedeutende Serien in den 1950er Jahren waren The Red Skelton Show, Superman - Retter in der Not, Rauchende Colts, Zorro räumt auf und Tausend Meilen Staub.
In den 1960er Jahren folgten viele Auftritte in Fernsehserien. So in den Serien Mein Onkel vom Mars, Solo für O.N.C.E.L. und Batman. Auch in den 1970er Jahren trat er in Serien wie Ein Sheriff in New York, Notruf California und Starsky & Hutch auf.
Auch im Kinofilm blieb Arvan präsent. So war einer seiner bekanntesten Rollen die des Contino in Die Bestie aus dem Weltenraum. Weitere bedeutende Filme Arvans waren Das Gewand, Zorro räumt auf, Die vier apokalyptischen Reiter, ...die alles begehren, Ein Mann geht über Leichen und Die Höllenfahrt der Poseidon. 
Arvan starb 1979 im Alter von 66 Jahren in Kalifornien an einem Herzinfarkt.